# Gäddtjärnen (Sorsele socken, Lappland, 727549-159638)
Gäddtjärnen är en sjö i Sorsele kommun i Lappland och ingår i Umeälvens huvudavrinningsområde. Gäddtjärnen ligger i Vindelälven Natura 2000-område.